# Zeca Sempre
Zeca Sempre é um projecto tributo a José Afonso, que junta as vozes (e raízes) de Nuno Guerreiro, Olavo Bilac (Santos & Pecadores), Tozé Santos (Perfume) e os novos arranjos do produtor musical Vítor Silva, no registo actual "O que Faz Falta". Em Maio de 2011 o grupo apresenta o projecto com concertos nos Coliseus de Lisboa e Porto.

## Integrantes
- Nuno Guerreiro
- Olavo Bilac
- Tozé Santos
- Vítor Silva - arranjos

## Discografia
- (2010) - O que Faz Falta